# 1808 w muzyce
Wydarzenia muzyczne w 1808 roku.

## Wydarzenia
- 20 lutego – w Hoftheater w Kassel miała miejsce premiera baletu Ein französischer Prolog von Madame Aurore Bursay: Venez plaisirs charmants Johanna Friedricha Reichardta[1][2]
- 6 marca – na Uniwersytecie Harvarda utworzono orkiestrę Pierian Sodality, dzisiaj znaną pod nazwą Harvard Radcliffe Orchestra[1][2]
- 19 marca – w neapolitańskim Teatro San Carlo, odbyła się premiera I pittagorici Giovanniego Paisiello[1][2]
- 10 kwietnia – Joseph Haydn został odznaczony medalem Filharmonii w Sankt Petersburgu[1][2]
- 16 kwietnia – w petersburskim  Ermitażu odbyła się premiera opery Les voitures versées (Le séducteur en voyage) François-Adriena Boieldieu[1][2]
- 20 września – spłonął londyński Covent Garden Theatre a w nim m.in. rękopisy utworów George’a Friedricha Händla i Thomasa Arne[1][2]
- 22 grudnia – w wiedeńskim Theater an der Wien odbyło się prawykonanie V i VI symfonii Beethovena  pod dyrekcją kompozytora[1][2]

## Urodzili się
- 4 lutego – Michael Costa, brytyjski dyrygent i kompozytor pochodzenia włoskiego (zm. 1884)
- 17 marca – Pierre-Louis Dietsch, francuski dyrygent, organista i kompozytor (zm. 1865)
- 24 marca – Maria Malibran, francuska mezzosopranistka (zm. 1836)
- 10 kwietnia – Auguste Franchomme, francuski wiolonczelista i kompozytor (zm. 1884)
- 15 maja – Michael William Balfe, irlandzki kompozytor i śpiewak (baryton) (zm. 1870)
- 8 czerwca – Józef Szabliński, polski wiolonczelista i waltornista, kompozytor, pedagog (zm. 1872)
- 15 września – Louis Clapisson, francuski kompozytor, skrzypek i pedagog muzyczny (zm. 1866)
- 24 października – Ernst Richter, niemiecki kompozytor klasyczny i teoretyk muzyki (zm. 1879)

## Zmarli
- 29 lutego – Carlos Baguer, hiszpański organista i kompozytor klasyczny (ur. 1768)
- 11 czerwca – Giovanni Battista Cirri, włoski kompozytor i wiolonczelista (ur. 1724)
- 14 lipca – Artem Wedel, ukraiński kompozytor i śpiewak (ur. 1767)
- 20 lipca – François-Hippolyte Barthélémon, francuski skrzypek i kompozytor (ur. 1741)
- 29 września – Pavel Vranický, morawski kompozytor klasyczny (ur. 1756)
- 1 października – Regina Mingotti, włoska śpiewaczka operowa (sopran) (ur. 1722)

## Muzyka poważna
- 3 lutego – w wiedeńskim „Wiener Zeitung” opublikowano „12 tańców na fortepian, Op.27” oraz „Dwanaście tańców na fortepian, Op.28” Johanna Nepomuka Hummla[1][2]
- 17 grudnia – w wiedeńskim „Wiener Zeitung” opublikowano „Sonatę na fortepian, Op.38” Johanna Nepomuka Hummla[1][2]